# (29251) 1992 UH4
1992 يو إتش 4 (ويعرف أيضًا باسم (29251) 1992 يو إتش 4 وفق تسمية الكوكب الصغير) (بالإنجليزية: 1992 UH4)‏ هو كويكب ضمن حزام الكويكبات؛ وترتيبه 29251 من حيث الاكتشاف.
اكتُشف هذا الجُرم الفلكي بواسطة Kin Endate ‏ في 26 أكتوبر 1992.

## وصلات خارجية
- (29251) 1992 UH4 في قاعدة بيانات مختبر الدفع النفاث لأجرام النظام الشمسي الصغيرة

- الاكتشاف · مخطط المدار ·  العناصر المدارية · المعلمات المادية

- (29251) 1992 UH4 على موقع ويكي سكاي: DSS2, SDSS, GALEX, IRAS, Hydrogen α, X-Ray, Astrophoto, Sky Map, Articles and images